# Puebla del Maestre
Puebla del Maestre ist ein südwestspanisches Dorf und eine Gemeinde (municipio) mit 658 Einwohnern (Stand: 2024) im Süden der Provinz Badajoz in der Autonomen Gemeinschaft Extremadura.

## Lage und Klima
Der etwa 555 m hoch gelegene Ort Puebla del Maestre liegt etwa 118 Kilometer südöstlich von  Badajoz. Das Klima ist gemäßigt bis warm; Regen (ca. 515 mm/Jahr) fällt überwiegend im Winterhalbjahr.

## Bevölkerungsentwicklung
| Jahr      | 1970 | 1981 | 1991 | 2001 | 2011 | 2021 |
| Einwohner | 2007 | 1407 | 1052 | 899  | 778  | 666  |

Aufgrund der zunehmenden Mechanisierung der Landwirtschaft, der Aufgabe bäuerlicher Kleinbetriebe („Höfesterben“) und dem daraus entstandenen Mangel an Arbeitsplätzen wanderten viele Familien und Einzelpersonen seit der Mitte des 20. Jahrhunderts in die größeren Städte ab („Landflucht“).

## Sehenswürdigkeiten
- Salvatorkirche (Iglesia de Nuestra Señora de la Asunción)
- Wehrturm

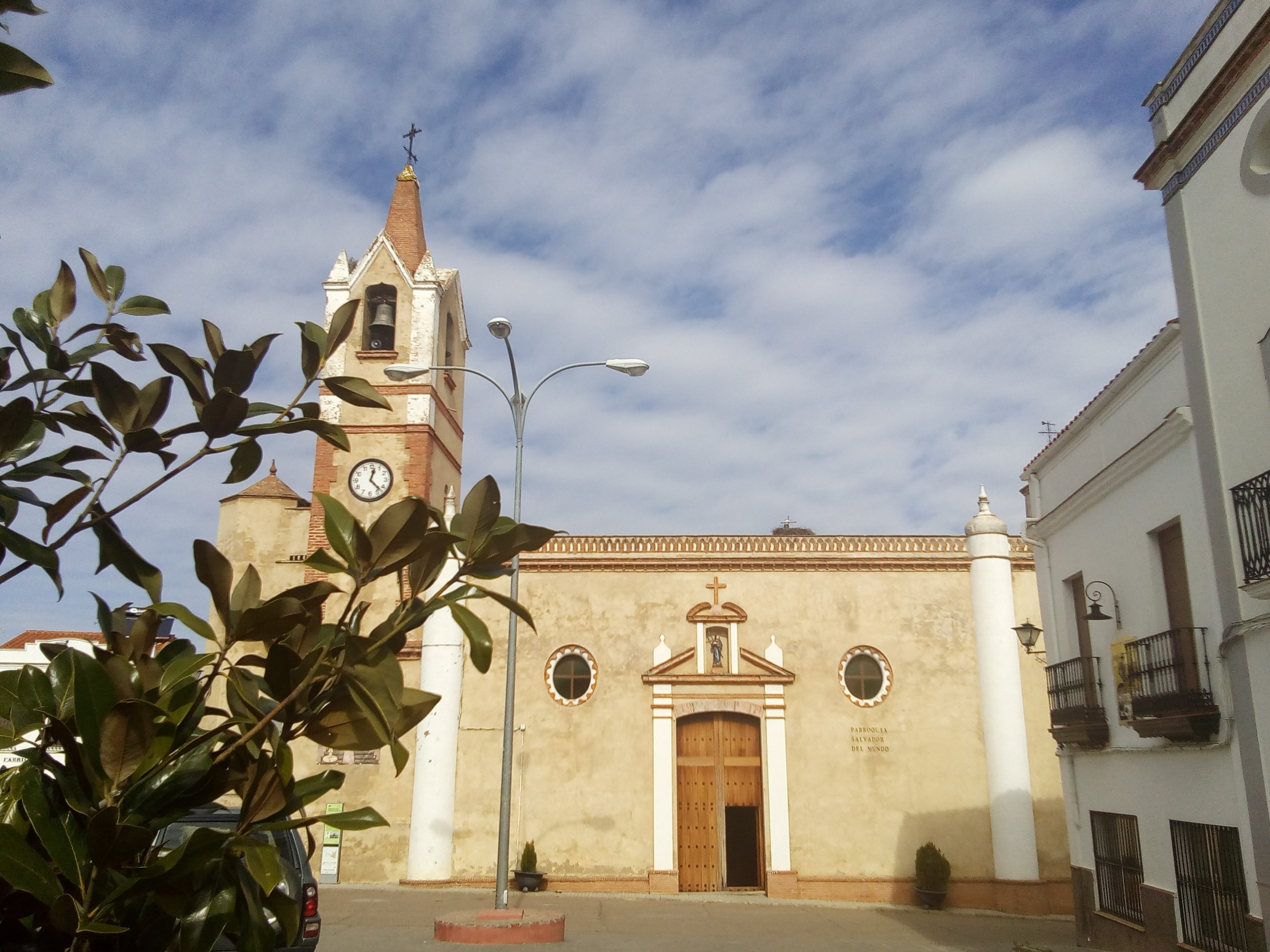
Salvatorkirche
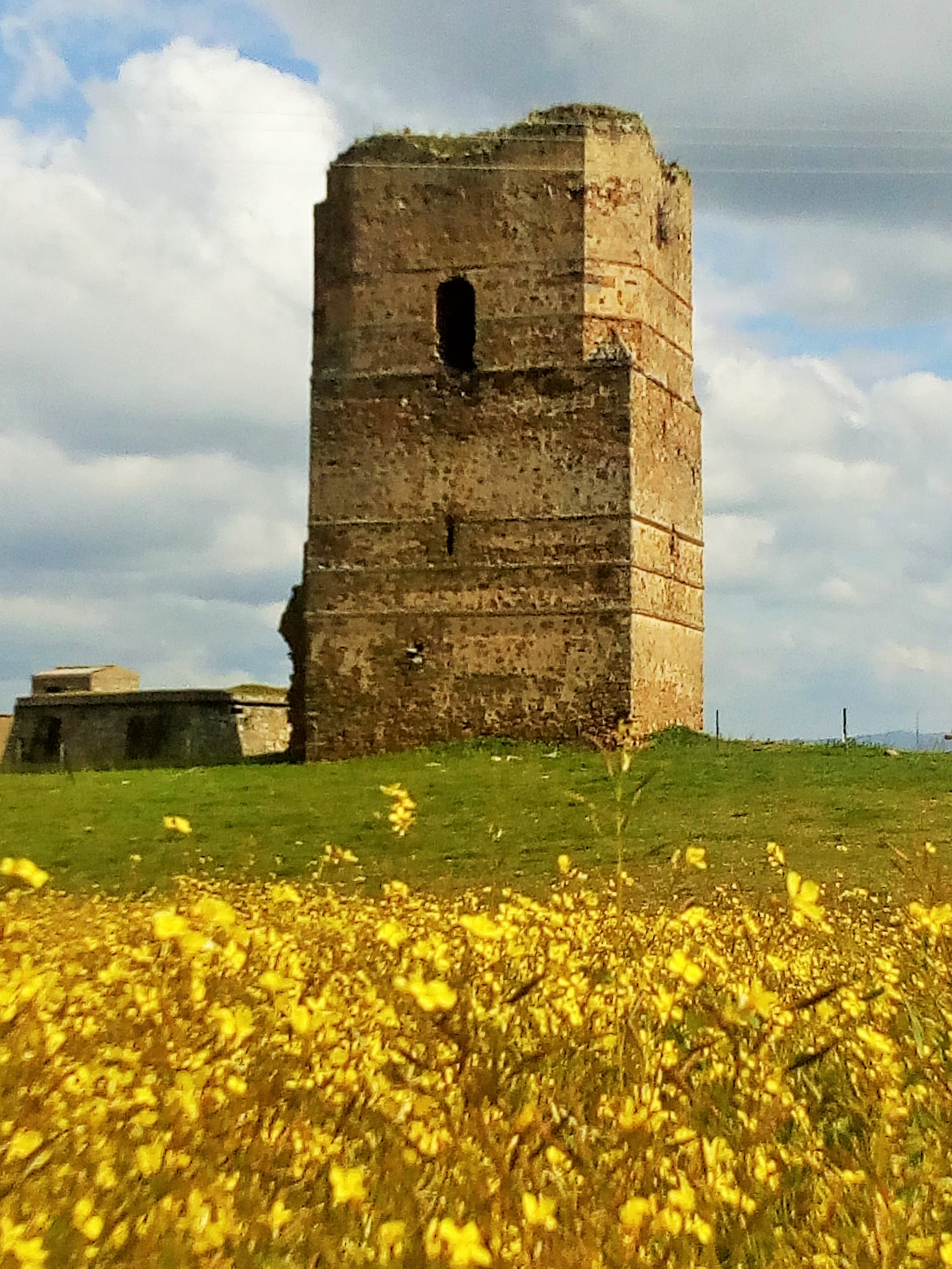
Wehrturm